# Hornsluis
De Hornsluis is een als rijksmonument beschermde keersluis nabij het Noord-Hollandse dorp Schardam, gemeente Edam-Volendam. De sluis ligt nabij een hoek in de Noorder IJ- en Zeedijk, waar deze dijk afbuigt naar de Westfriese Omringdijk. Net als de nabijgelegen Noorder- en Zuidersluis, wordt ook deze beheerd door het Hoogheemraadschap Hollands Noorderkwartier. Alle drie de sluizen in Schardam zijn aangelegd ten behoeve van de waterhuishouding in de Schermerboezem en de daarop aangesloten Schermerringvaart.

## Geschiedenis
De Hornsluis werd in 1607 aangelegd op kosten van de investeerders die de Beemster droog hebben laten leggen. De eerste sluis was van hout en werd in 1735 vervangen door een sluis van steen. De renovatie was nodig omdat de houten sluis te zwaar was aangetast door paalworm en daardoor dreigde te bezwijken. Ter herinnering aan deze verbouwing zijn in de muren gevelstenen aangebracht. Een toont het wapen van Beemster en het ander een cartouche met de wapens van de dijkgraaf en heemraden van de Beemster.
De sluis is, net als de Noorder- en Zuidersluis, een keersluis om overtollig water uit de Beemsterringvaart te spuien en water uit de Zuiderzee te keren, zodat het niet het binnenland van Noord-Holland in kan trekken. Uitzondering was ten tijde van oorlog, dan konden de sluizen ingezet worden als inundatiesluizen, van de stelling van Amsterdam, om de Beemster en Schermer onder water te zetten. Na de aanleg van de Afsluitdijk en de Dijk Enkhuizen-Lelystad werd dat inlaten juist wel een optie om zo het water in het Markermeer niet te hoog te laten staan.
Tussen 1916 en 1920 werd de dijk verhoogd, waarbij ook de sluis verhoogd moest worden. Op 23 november 1971 werd de sluis aangewezen als rijksmonument. In 2017 werd een groot deel van de functie van de sluis overgenomen door een nieuw gebouwd gemaal: Gemaal C. Mantel ligt nog geen 100 meter ten westen van de sluis. Dit gemaal is in de dijk aangelegd, de kolk ligt buitendijks ten noorden van de dijk.
Alle drie de sluizen in Schardam werden in 2019 technisch afgekeurd, zij werden onvoldoende sterk geacht om het water te kunnen blijven keren. Er werd bekend gemaakt dat zij in 2020 verstevigd moeten worden, zodat zij ook bij toekomstige zware stormen kunnen blijven werken. Uit het onderzoek bleek dat niet zeker is dat de sluizen tijdens een superstorm voldoende weerstand kunnen bieden. De sluizen werden in februari 2020 geïnspecteerd, hierbij zijn zij individueel drooggelegd zodat zij ook onder de waterlijn bekeken konden worden. Voor deze inspectie stond al vast dat de binnendijkse schuiven vervangen zullen moeten worden. De versterking staat gepland voor 2022. Er zal een nieuwe, hogere, schuif geplaatst worden, hierdoor wordt het kerende vermogen van de sluis vergroot.

## Vormgeving

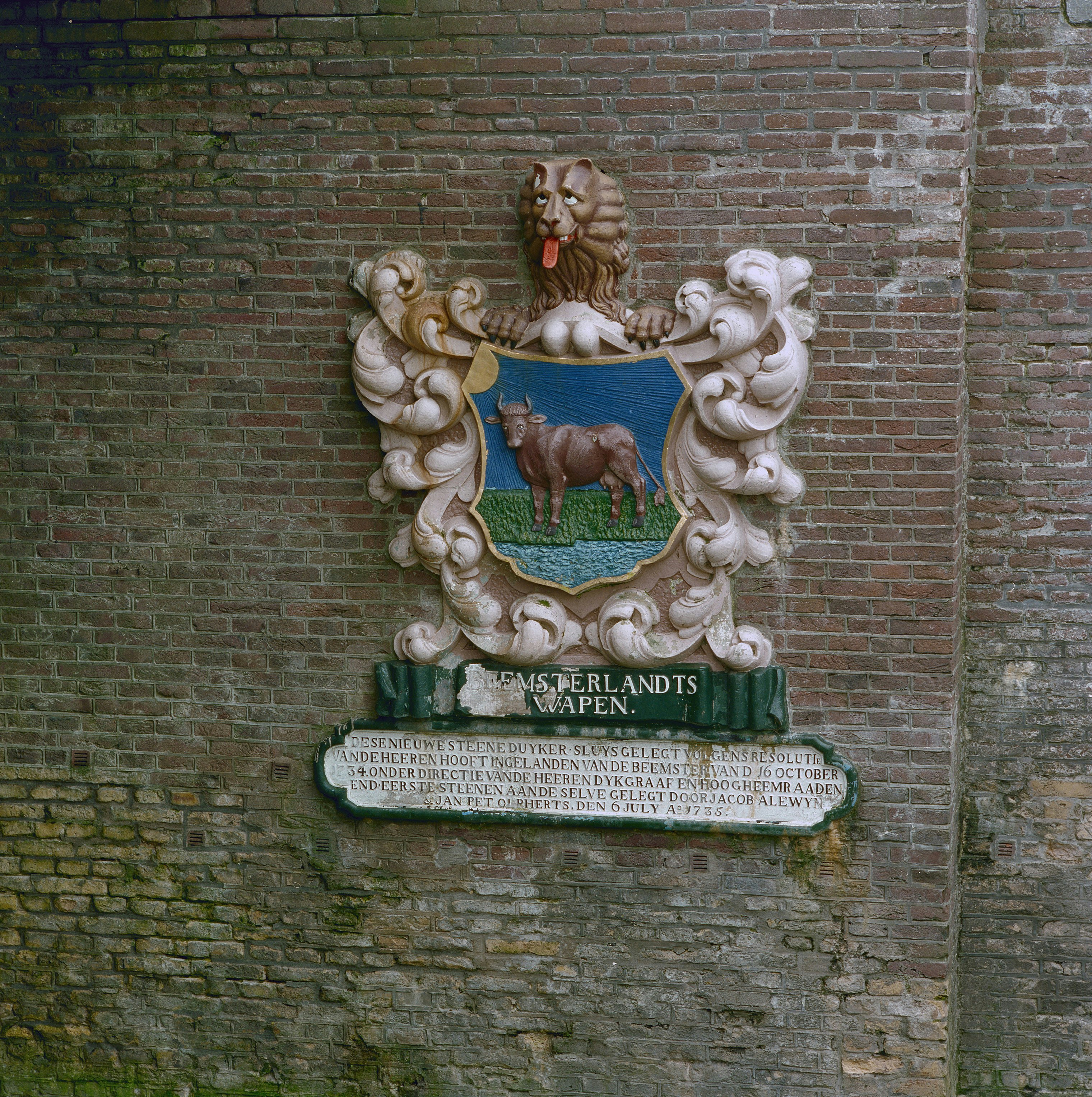
Wapen van Beemster omgeven door acanthusbladeren, staande op een lint met tekst

In de muren zijn twee gepolychromeerde gevelstenen verwerkt: een cartouche, omgeven door lofwerk met in het veld het wapen van de Beemster. In tegenstelling tot de huidige gemeente, voerde het polderbestuur het wapen met een schildhouder, een leeuw van natuurlijke kleur, achter het schild en om het schild heen is een dekkleed of een cartouche met uiteinden in de vorm van acanthusbladeren. Onder het wapen staat een cartouche met daarin vermelding van de verbouwing in 1735. 

Dese nieuwe steene duyker-sluys gelegt volgens resolutie
van de heeren hooft ingelanden van de Beemster van D 16 October
1734. Onder directie van de heeren dykgraaf en hoogheemraaden
end eerste steenen aan de selve gelegt door Jacob Alewyn
& Jan Pet Olberts. Den 6 July Ao 1735.

In de andere wand de wapens van de dijkgraaf en heemraden. Aan de zeezijde is nog een derde gevelsteen aangebracht, met in reliëf het wapen van het Hoogheemraadschap van de Uitwaterende Sluizen in Kennemerland en West-Friesland.

## Afbeeldingen

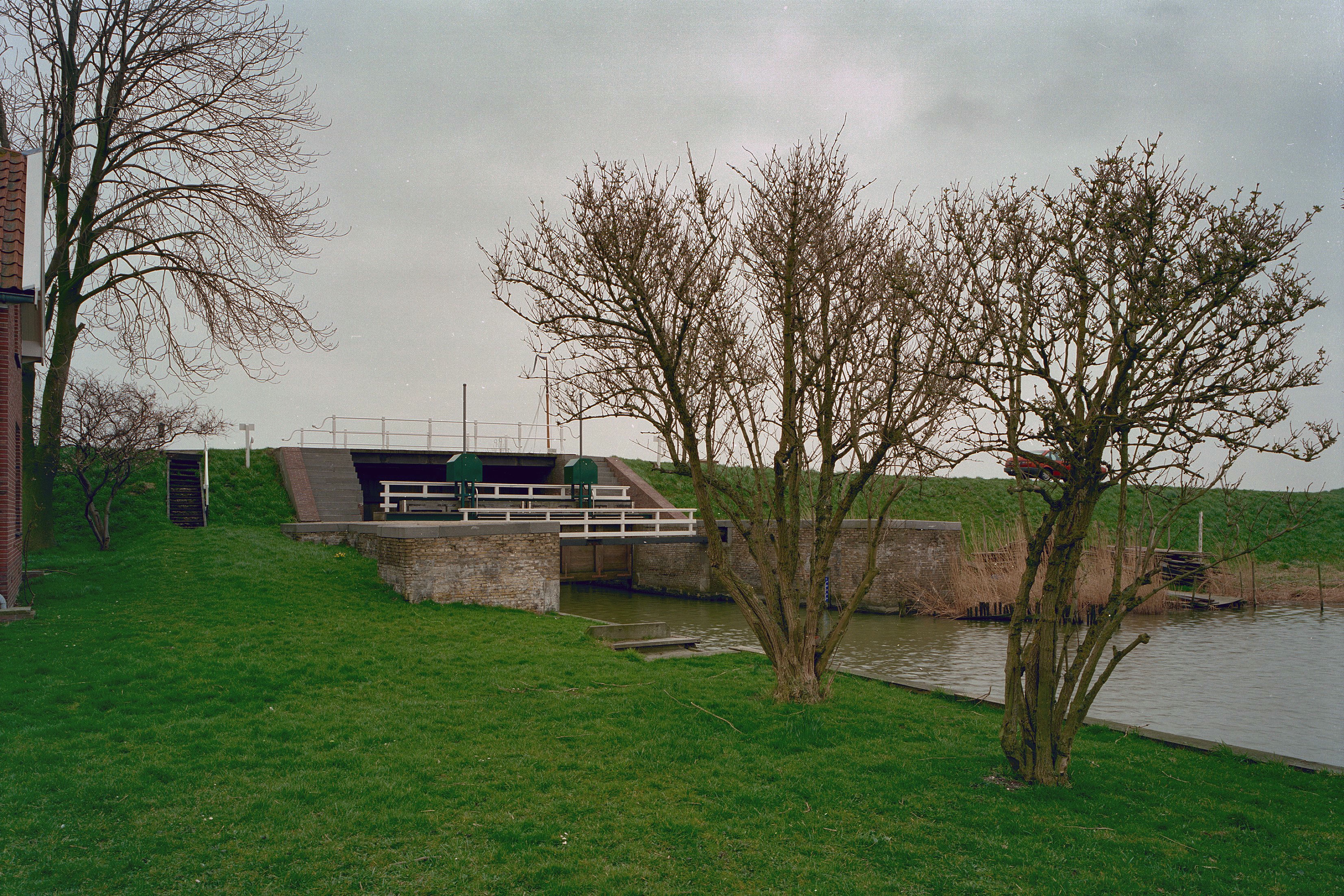
Sluis gezien vanaf de landzijde
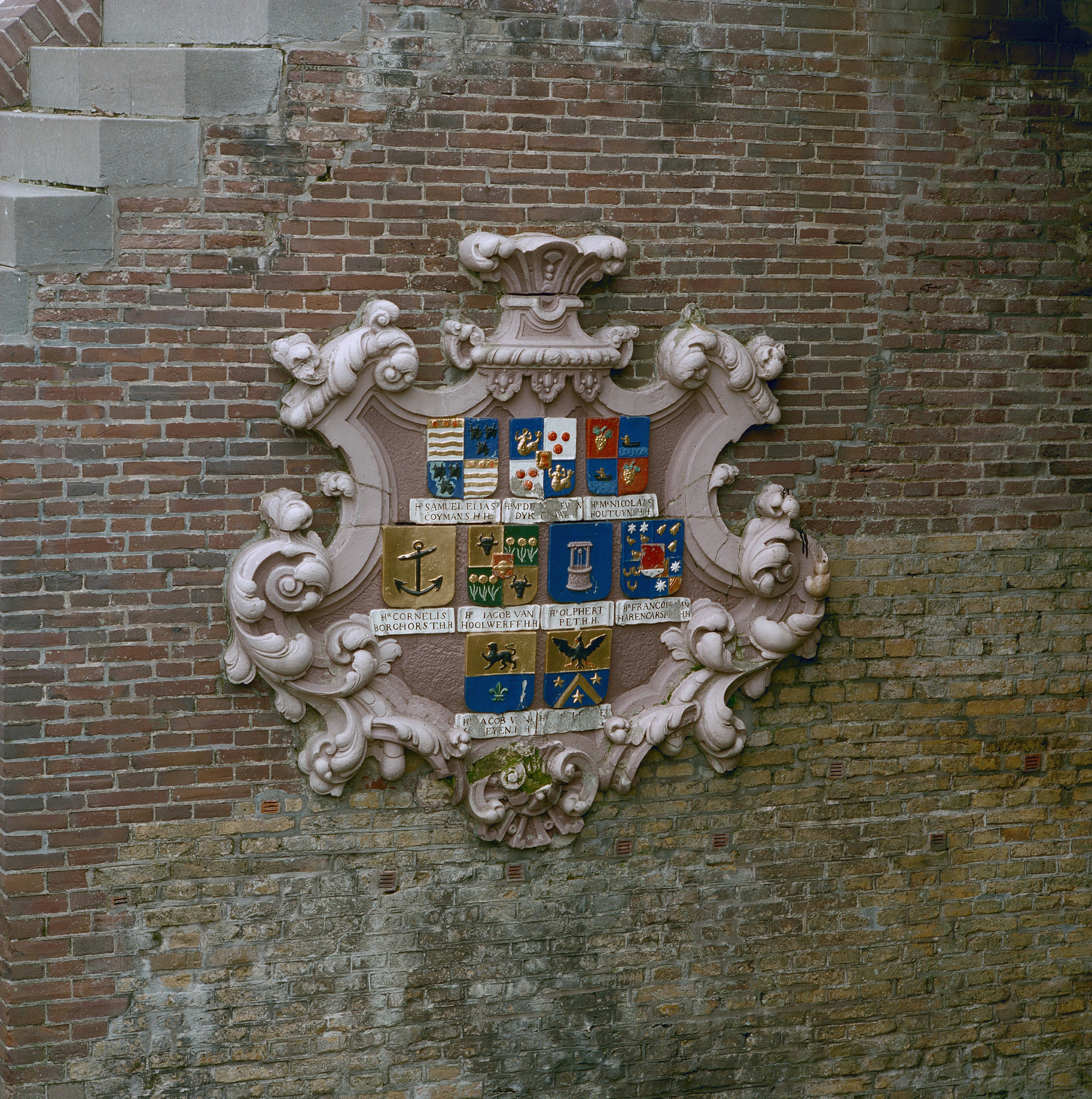
Gevelsteen met wapens van de dijkgraaf en heemraden. De middelste boven is van het geslacht Alewijn